# Венерозо, Джанджакомо
Джан Джакомо Венерозо (итал. Gian Giacomo Veneroso; Генуя,1701 — Кьявари, 1758) — дож Генуэзской республики.

## Биография
Родился в Генуе в 1701 году. Сын Джироламо Венерозо, бывшего дожа, и Джулии Ривароло. Получил военное образование, участвовал, под руководством отца, в подавлении восстаний на Корсике в апреле 1730 года. Вернувшись в Геную, поступил на службу в магистрат городских укреплений.   
Был избран дожем 23 июня 1754 года, 163-м в истории Генуи. Во время его правления ничего существенного не произошло.  
Его мандат завершился 23 июня 1756 года, после чего он вернулся на свою должность в магистрате городских укреплений. Позже служил в магистрате войны.
Он умер в Генуе в 1758 году.
У него был сын по имени Джироламо.